# Эйсмонд, Францишек Теодор

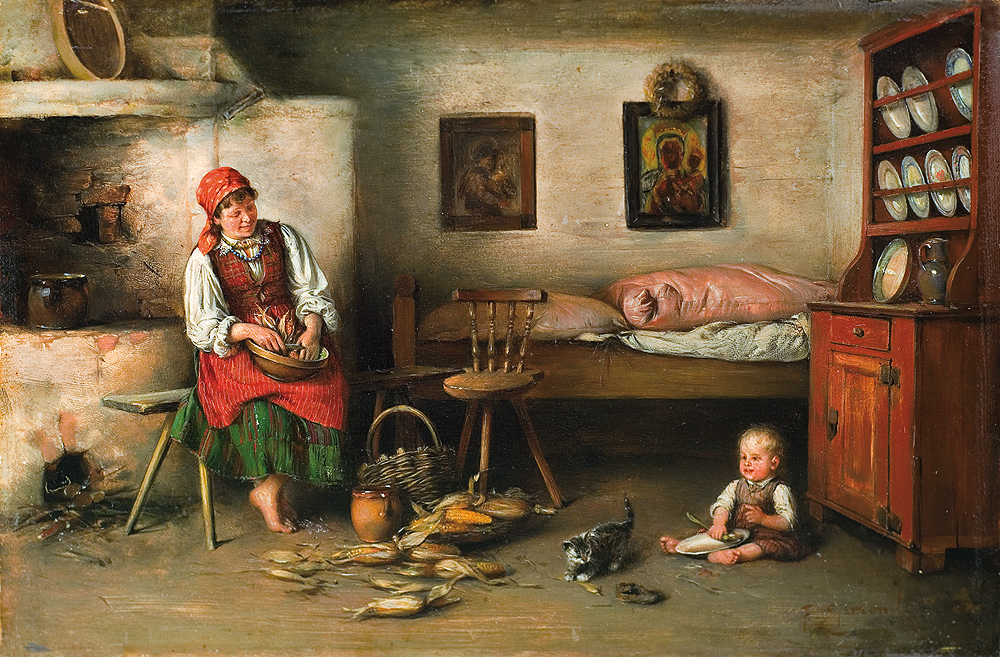
В избе

Франци́шек Тео́дор Э́йсмонд (пол. Franciszek Teodor Ejsmond; 29 марта 1859 — 13 августа 1931) — польский живописец.

## Биография
В 1879 г. выехал в Мюнхен, где до 1886 учился в академии изобразительных искусств под руководством венгерского художника Дьюлы Бенцура и А. Вагнера; дружил с Ю. Фалатом, Юлиан и Ю. Брандтом.
Работы Ф. Эйсмонда пользовались международным успехом.
В 1894 г. вернулся на родину. Организатор художественной жизни в Польше, в 1913—1918 г. — председатель Польского художественного общества и директором Общества поощрения изящных искусств в Варшаве.

## Творчество
Представитель мюнхенской и голландской школы живописи. Поклонник классического искусства.
Писал идеализированные и сентиментальные жанровые картины из жизни патриархальных крестьянских семей с участием детей (Материнская любовь, 1887).
Увлечëнный охотник, Ф. Эйсмонд также создал ряд полотен со сценами охоты, картин с восточной тематикой и портретов (Портрет старика с торбой, 1881).
Автор пейзажей и сакральных полотен.
Отец польского поэта Юлиана Эйсмонда (1892—1930).

## Галерея

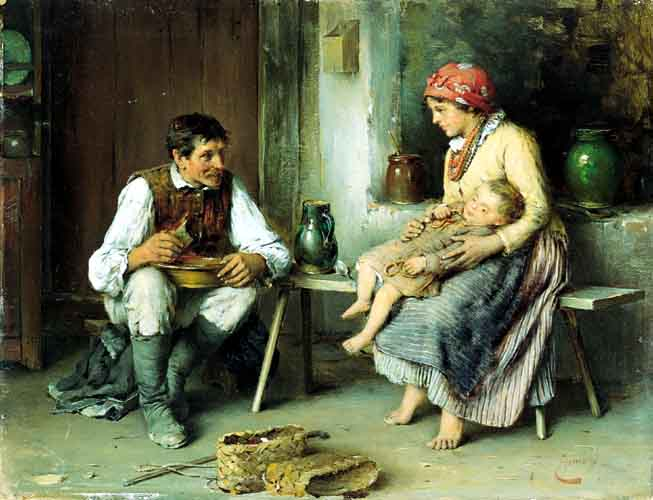
Тихое счастье
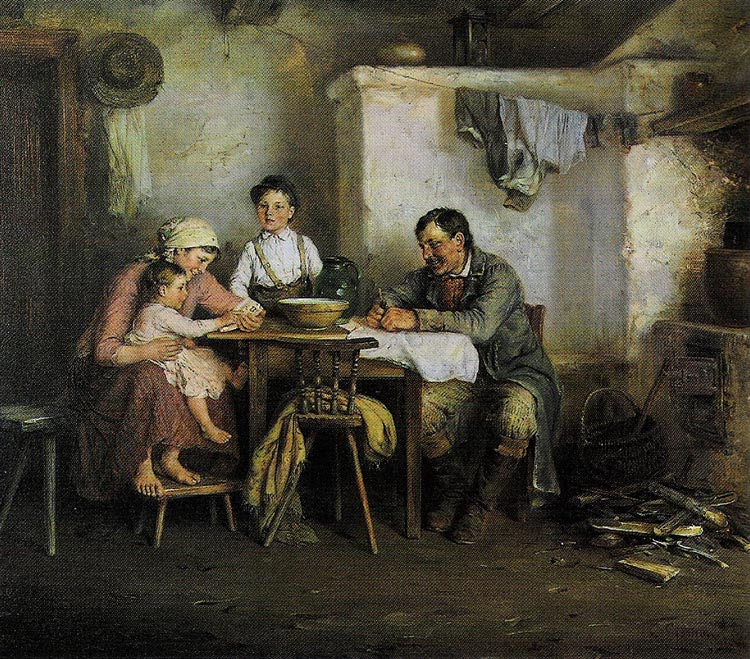
Первое чтение
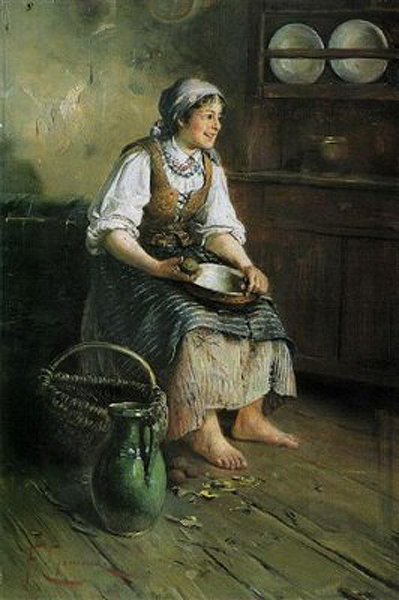
Девушка, чистящая картошку
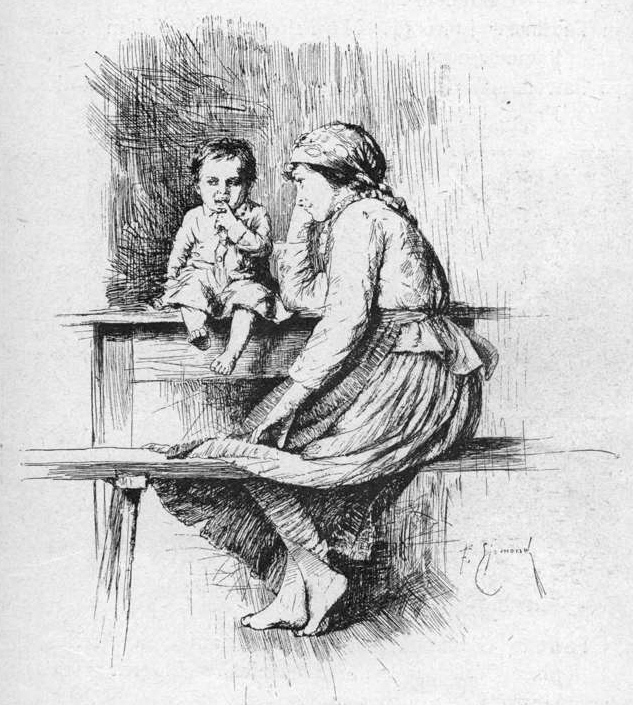